# 賴斯 (堪薩斯州)

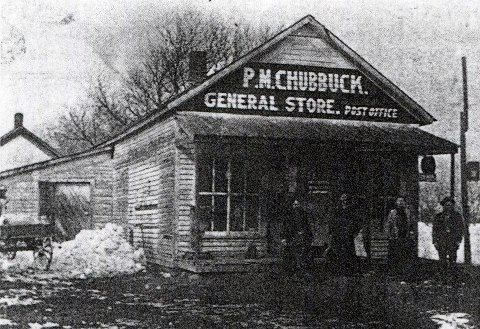
位在賴斯的雜貨店與郵政局

賴斯（英語：Rice）為位在美國堪薩斯州克勞德縣的非建制地區。

## 歷史
在19世紀，賴斯設有聯合太平洋鐵路中部支線車站，而此鎮因鄰近大型貿易中心康科迪亞，導致其鎮成長受阻。
位於賴斯的郵政局於1878年6月26日開設，之後持續營運直到1980年2月22日歇業。

## 知名人物
- 羅斯·道恩（英语：Ross Doyen），農人、牧場主和堪薩斯州州議員，出生於賴斯附近[4]。